# Nemba (Burera)
Nemba è un settore (imirenge) del Ruanda, parte della Provincia Settentrionale e del distretto di Burera.